# خودروسازی زامیاد
خودروسازی زامیاد یک شرکت سهامی عام ایرانی است که در سال ۱۳۴۲ در «سه‌راه آذری» تأسیس شده و خودرو تولید می‌کند. شرکت زامیاد به عنوان یکی از کارخانه‌های اصلی گروه صنعتی رنا در تهران تاسیس گردید و فعالیت خود را با واردات، مونتاژ و تولید انواع خودروهای تجاری آغاز کرد. خودروهای تولیدی زامیاد، وانت، کامیون، مینی‌بوس و اتوبوس هستند. زامیاد از زیرمجموعه‌های گروه خودروسازی سایپا است، و ۳۸٫۶۰٪ سهام آن را در اختیار سایپا می‌باشد. این شرکت مدت ۵۵ سال است که هربار با تغییراتی ظاهری به تولید نیسان وانت منسوخ‌شده ادامه می‌دهد و تاکنون توانایی طراحی خودرو و توسعه محصولات جدید را نداشته‌است.